# Górki (powiat brzozowski)
Górki – wieś w Polsce położona w województwie podkarpackim, w powiecie brzozowskim, w gminie Brzozów. Wieś sąsiaduje z Humniskami, Turzym Polem, Grabownicą Starzeńską, Pakoszówką, Strachociną, Bażanówką, Jaćmierzem i Wzdowem.

## Część wsi
| SIMC    | Nazwa        | Rodzaj     |
| ------- | ------------ | ---------- |
| 0345503 | Baniówka     | część wsi  |
| 0345510 | Białówka     | część wsi  |
| 0345526 | Dół          | część wsi  |
| 0345532 | Futówka      | część wsi  |
| 0345549 | Góra         | część wsi  |
| 0345555 | Graboniówka  | część wsi  |
| 0345561 | Kijowiec     | część wsi  |
| 0345578 | Pasterniki   | część wsi  |
| 0345584 | Równie       | część wsi  |
| 0345590 | Rygłówka     | część wsi  |
| 0345609 | Wola Górecka | przysiółek |

## Historia
Źródła historyczne podają, że powstała około 1370 r. jako Sczyrkowa Wola obecnie Wola Górecka. Pierwszymi mieszkańcami byli strażnicy stawów rybnych, a ich osada znajdowała się na terenie zwanym obecnie „Sietniki”. Rozbudowa wsi postępowała od strony wschodniej do zachodniej, czyli od tzw. Góry do Dołu. W latach 80. XIV w. wieś była w posiadaniu Benka z Żabokruk. Do niego należały również pobliskie Humniska, gdzie w 1409 r. wybudował kościół. Do powstałej parafii należeli również mieszkańcy Górek. W zapiskach historycznych istnieje wzmianka o tym, że w XIV w. istniał w Górkach kościół, który najprawdopodobniej został spalony przez Tatarów, pustoszących doszczętnie całą okolicę. Inny przekaz mówi, że miejscowy dziedzic polował do południa na dziką zwierzynę. Po zakończeniu polowania, będąc pod wpływem alkoholu, udał się do księdza, aby ten odprawił mszę św.. Kapłan nie spełnił oczekiwania dziedzica, ponieważ w tamtym czasie nie wolno było odprawiać popołudniowej Eucharystii. Wówczas rozgniewany dziedzic pozbawił życia księdza. Zbrodnia, jak głosi przekaz, doprowadziła do zlikwidowania parafii w Górkach i przeniesienie jej do sąsiednich Humnisk. Ludność miejscowości utrzymywała się wyłącznie z pracy na roli, co było zajęciem trudnym, gdyż konfiguracja wsi to liczne wzniesienia i pagórki. Poprzez wieki wieś rozwijała się i zmieniała właścicieli. Miejscowość dotykały epidemie tyfusu i cholery. Wyrazem tego jest barokowa kaplica św. Bartłomieja z XVIII wieku. Święty miał chronić mieszkańców od nieszczęść, żywiołów i chorób. Na terenie przysiółka Kijowiec jest cmentarz choleryczny oraz kaplica, w której znajdowały się dwie XIV-wieczne figury: Matki Bożej i św. Jana spod Krzyża, ocalone ze spalonego kościoła, ale skradzione w latach 70. Kolejny cmentarz choleryczny znajduje się na obszarze tzw. Cholerycznego Lasu, tuż przy granicy z Jaćmierzem.
W połowie XIX wieku właścicielką posiadłości tabularnej w Górkach z Górecką Wolą była Aurelia Morelowska. W 1886 dobrami Górki władali spadkobiercy Aleksandra Niedźwieckiego. W 1890, 1904 właścicielem dóbr Górki był Władysław Niedźwiecki.
W drugiej połowie XIX wieku jeden z mieszkańców zajmujący się stolarką „budował skrzydła i na nich latał”. Świadkiem tego fenomenu był jeden z polskich pionierów lotnictwa – Adam Ostaszewski, który o tych wydarzeniach pisał w swych publikacjach. Pierwsza wojna światowa nie oszczędziła miejscowości. Podczas walk wiele budynków zostało spalonych, a na polach po bitwie nazbierano około 3 tysięcy karabinów. Przy wjeździe do Górek znajduje się cmentarz z I wojny światowej, na którym mieszkańcy pochowali bezimiennych żołnierzy różnych narodowości. Miejscowość poniosła również duże straty w okresie II wojny światowej. Niemieccy okupanci masowo wykorzystywali mieszkańców do budowy umocnień, tj. okopów i stanowisk ogniowych. Kilka z nich zachowało się do dziś w pobliskich lasach. Miała również miejsce masakra radzieckich żołnierzy, którzy usiłowali zdobyć na nieosłoniętym polu stanowisko ogniowe ciężkiego karabinu maszynowego.
Początek XX wieku wiąże się z rozwojem spółdzielczości wiejskiej. Pierwszą ważną organizacją powstałą na terenie wsi była Ochotnicza Straż Pożarna, przy której przez ponad 50 lat funkcjonowała orkiestra dęta. Jej członkowie zasilali orkiestry dęte w Brzozowie, Sanoku i wojskowe. Wielu młodych mieszkańców posiada wykształcenie muzyczne. Pod patronatem OSP w latach 20. ubiegłego stulecia został założony amatorski teatr działający do 1958 r., jak również kapela ludowa „Górczanie”. Wioska znana jest z wielu inicjatyw społecznych takich jak: budowa kościoła parafialnego, remizy strażackiej, domu strażaka. W latach 50. powstała szkoła. Przy jej budowie pomagali nawet przyszli uczniowie. W latach 90. została rozbudowana o salę gimnastyczną z zapleczem, dodatkowe sale lekcyjne i pracownię komputerową. Uczniowie szkoły na przestrzeni lat odnosili znaczące sukcesy w olimpiadach przedmiotowych, jak i zawodach sportowych.
W latach 1954–1961 wieś należała i była siedzibą władz gromady Górki, po jej zniesieniu w gromadzie Grabownica Starzeńska. W latach 1975–1998 miejscowość należała administracyjnie do województwa krośnieńskiego.
Miejscowość jest siedzibą rzymskokatolickiej parafii pod wezwaniem MB Wspomożenia Wiernych, należącej do dekanatu Brzozów, archidiecezji przemyskiej. W 1996 roku z inicjatywy ks. Wojciecha Bukowińskiego i parafian została rozpoczęta budowa nowego kościoła parafialnego. Główne prace zostały zakończone w roku 2005 i w Uroczystość Wszystkich Świętych została odprawiona w nim msza święta, a 25 listopada 2007 r. świątynia została konsekrowana przez abp Józefa Michalika. W maju 2018 r. zakończono budowę wieży kościelnej.
W Górkach działa klub sportowy LKS Górki, którego piłkarze od sezonu 2022/23 występują w klasie okręgowej (grupa krośnieńska).

## Zabytki
Wykaz zabytków nieruchomych wpisanych do rejestru zabytków Narodowego Instytutu Dziedzictwa:
- drewniany kościół pw. MB Wspomożenia Wiernych z lat 1930–1941, nr rej.: A-606 z 22.05.1995 r.